# ادگار سویکیان
ادگار مارتیروسی سویکیان (روسی: Эдгар Мартиросович Севикян؛ زادهٔ ۸ اوت ۲۰۰۱ در مسکو) بازیکن فوتبال در پست هافبک ارمنی‌تبار اهل روسیه است.

## باشگاهی
از باشگاه‌هایی که در آن بازی کرده‌است می‌توان به لوکوموتیو مسکو و لوانته اشاره کرد.

## تیم ملی
وی همچنین در تیم‌های ملی فوتبال Russia national under-16 football team, Russia national under-17 football team, Russia national under-18 football team, Russia national under-19 football team، و Russia national under-20 football team بازی کرده‌است.